# Szemes Imre
Szemes Imre (Dercsika (Pozsony vármegye), 1758. január 15. – Kalocsa, 1824. szeptember 14.) teológiai doktor, piarista áldozópap és tanár.

## Élete
1777. október 28-án lépett a rendbe Trencsénben; ugyanitt tanított a grammatikai osztályban (1778-80), Nyitrán (1781-82), Szentgyörgyön, Pesten, majd Tatán (1790-95). 1790. június 27-én szentelték pappá. A poézist és retorikát Kisszebenben (1799-1800) és Nyitrán (1801-2), ismét Pesten (1802-5), ahol egyházi szónoklataival nagy hírnévre tett szert. Egerváry Ignác rendfőnök gróf Kollonich László érsek kérésére 1806-ban Kalocsára helyezte. Az érsek csakhamar a székesegyház magyar hitszónokává nevezte ki és a szemináriumban teológiai tanárrá, miután a pesti egyetemen teológiai doktorrá avatták. 1811-től 1824-ig a hermeneutikát, a bibliai régiségeket és a keleti nyelveket adta elő. A rendi káptalan 1814-ben a kalocsai rendház és gimnázium vezetésével bízta meg, de ez állását csak három évig viselte.

## Munkái
- Isten parancsolattyának hirdetője hazánknak első királlya Szent István. Igy szólott... a budai udvari templomban Pest, 1803
- Szabad királyi Pesth városának háladatos örvendező ünneplésén, midőn Mindszent havának 23. napján Felséges I. Leopold császártól és királytól ujonnan meg engedtetett szabadságának első századját jelessen üllötte, tartatott prédikáczió. Uo. (1803)
- A papi és világi rendnek, egymáshoz való köteleztetése, mellyről 1804. eszt. Sz. Mihály havának 23. napján, T. Salamon Jósef Básil első sz. mise-szolgálásának jeles alkalmatosságával prédikállott. Uo. 1804
- Kalocsai érsekségnek birodalmához tartozó Lak nevezetű helységben 1808. eszt. Karátson hava 26. napján, az ismét fel-épült templom felszentelésekor tartatott prédikátzióját közre bocsátotta. Kalocsa
- Paraenesis sacra habita ab..., dum cler. Joann. Sárkány Schol. Piar. alumnus, III. Gramm. professor anno 1809. die 16. Mensis Maii in Ecclesia Collegii Colocensis Schol. Piar. Vota Solennia nuncuparet. Uo.
- Bollyári pusztán Pest és Pilissel egyesült Sólt vármegyében; Nádasi T. Trsztyánszky János úrnak... kegyességiből fel-újjúlt templom szentelésekor 1810. eszt. mindszent hav. 14. napján tartatott prédikátziója. Uo.
- Lelki örvendezés, mellynek okairól és környülállásirul tiszt. Csiba Sándor a kegyesiskolák szerzetes rendjén lévő áldozópapnak és tanítónak jeles első sz. mise áldozatjakor ugyan a kalocsai kegyesiskolák templomában szóllott 1813. eszt. Husvét Hétfőn. Pest, 1813
- Halottas beszéd, mellyet néh. Kollegrádi Gróf Kollonitz László... Kalocsai és bácsi egyházak érsekének... végső halottas tisztelete alkalmatosságával 1817. eszt. Sz. Iván havának 17. napján a kalotsai érseki fő templomban élő nyelven mondott. Uo. K. arczk.
- Halottas beszéd, mellyet Istenben bold. néhai Vrana István úrnak temettetése alkalmatosságával mondott. Uo. 1819

Egyházi beszédeinek nagy része kéziratban maradt.